# Elecciones presidenciales de Ruanda de 1978
El 24 de diciembre de 1978, se celebraron elecciones presidenciales en Ruanda, luego de que una semana atrás fuese aprobada una nueva Constitución a través de un referéndum.
En ellas, Juvénal Habyarimana, siendo el único candidato que se postuló en la elección presidencial, ganó con casi el 99% de los votos a favor.

## Antecedentes
El 5 de julio de 1973, Habyarimana dio un golpe de Estado, que derrocó a Grégoire Kayibanda, y con ello, el Parmehutu dejaría de ser el partido dominante del país. Kayibanda fue encarcelado, y el Parmehutu fue ilegalizado. En 1975, fundó el partido Movimiento Republicano Nacional por el Desarrollo, que pasó a ser el único partido político legal del país.
Ruanda siguió bajo un régimen militar, liderado por Habyarimana, hasta que en 1978 se aprobó una nueva Constitución a través de un referéndum.